# ダニエル・アヴラモヴスキ
- ダニエル・アヴラモフスキ

ダニエル・アヴラモフスキ（マケドニア語: Даниел Аврамовски、1995年2月20日 - ）は、北マケドニア共和国のサッカー選手。北マケドニア共和国代表。ポジションはMF。

## クラブ歴
スコピエに生まれ、FKラボトニツキでトップチームに昇格、FKマケドニヤ・ジョルチェ・ペトロフへのレンタル移籍も経験した。ラボトニツキ時代にはヨーロッパ内の複数のクラブから興味を持たれ、2012年2月にはリヴァプールFCで10日間のトライアルに参加した。
2014年7月に3年契約でセルビア・スーペルリーガのレッドスター・ベオグラードに加入。8月30日に行われたFKスパルタク・スボティツァ戦で途中出場すると10分で初得点も決める出だしになった。しかし翌年はOFKベオグラードにレンタル移籍となった。2016年夏にレッドスター・ベオグラードに復帰してUEFAヨーロッパリーグ 2016-17 予選へ向かったが、怪我によってこの国際大会でプレー出来ず、半年を棒に振った。更にこの怪我によってスーペルリーガでは登録外となり契約も12月に解除された。
2016年12月20日にNKオリンピア・リュブリャナに加入。2017年夏のセルビアの移籍市場最終日に買い取りオプションつきの1年のレンタル移籍でFKヴォイヴォディナ・ノヴィ・サドへ加入する事となった。

## 代表歴
2014年6月18日に行われた中華人民共和国代表戦で19歳ながらA代表初出場。